# بليكاميسين
بليكاميسين (بالإنجليزية: Plicamycin)‏ هو دواء يُستعمل في علاج:
- ابيضاض المحببات المزمن[10]
- سرطان الخصية[10]
- فرط كالسيوم الدم[10]

## دوره
يلعب هذا الدواء دورًا في علاج الأمراض كونه:
- مثبط الحمض النووي
- مثبط تخليق البروتين